# Il sogno (romanzo)
Il sogno (Le Rêve) è un romanzo dello scrittore francese Émile Zola pubblicato nel 1888, sedicesimo del ciclo dei Rougon-Macquart.
Zola affronta in questo romanzo il tema della religione, ma in modo meno violento e polemico di quanto abbia fatto nei romanzi La conquista di Plassans o in La colpa dell'abate Mouret.
Questa volta è interessato alla fede popolare e alla rinascita del misticismo nella società francese della seconda metà del secolo diciannovesimo.

## Trama
La notte di Natale del 1860, a Beaumont-sur-Oise in Piccardia, la piccola Angélique fugge dalla casa dei conciatori Rabier, e la mattina viene trovata dagli Hubert, una famiglia di ricamatori che vive dirimpetto alla cattedrale, appoggiata a un pilastro della chiesa. Abbandonata alla nascita dalla madre Sidonie Rougon a Parigi, è stata cresciuta da una nutrice vicino a Nevers e poi affidata a due fiorai parigini, prima di finire dai Rabier, che sovente la picchiavano. Hubertine e il marito la accolgono in casa, vedendo in lei il figlio nato morto tanti anni prima, dopo che si erano sposati contro la volontà della madre di lei, vedova di un magistrato, e la loro unione era stata maledetta dalla donna. Non avevano avuto altri figli, pur desiderandone sopra ogni cosa. Gli Hubert si affezionano subito alla bambina e la adottano.
Siccome la madre adottiva ha deciso di educarla in casa, Angélique vive in completo isolamento. Trova una copia della Legenda Aurea, entrando così nel mondo delle sante vergini e martiri, che vanno incontro alla morte armate della luce della fede, in mezzo a prodigi, aprendosi la strada per la vita ultraterrena. La purezza e la castità le rendono invincibili, sono ricoperte dalla grazia divina, si abbandonano totalmente alla provvidenza. Angélique si imbeve di misticismo, convinta che un prodigio debba presto compiersi anche per lei. Quotidianamente si dedica con piena devozione al suo lavoro di ricamatrice, nel quale acquisisce presto una gran perizia, e spesso fa beneficenza ai poveri del luogo, donando con gioia cibo e indumenti. Sera dopo sera, dalla sua camera sente dei leggeri rumori tra gli alberi del campo adiacente alla cattedrale, di volta in volta più vicini, finché distingue un giovane uomo sotto al suo balcone.
Venuto il tempo del bucato si incontrano; Angélique comprende che è la persona attesa. Félicien, pittore su vetro, deve riparare la vetrata su cui si affaccia il balcone della fanciulla, raffigurante San Giorgio che uccide il drago e salva la principessa. Da quel momento ogni mattina e ogni sera Angélique gli sorride dal balcone. Lo trova abitualmente dai suoi poveri fino a quando le rivela il suo amore. Sorpresa, e convinta che i santi della Legenda le impongano un rifiuto dell'amore terreno, la ragazza decide di non vederlo più, ma Félicien si presenta chiedendo una mitra per il monsignore, e sorvegliando poi ogni giorno il lavoro. Benché Angélique affetti indifferenza, una sera accoglie con naturalezza la venuta dell'uomo nella sua camera, dove i due si professano innamorati.
Il giorno della processione di sant'Agnese, vedendo in chiesa Félicien accanto al prelato e ravvisando la loro somiglianza, comprende che è il figlio avuto dal monsignore prima che la donna con cui lo aveva concepito morisse. La scoperta le presenta Félicien ancor più come il principe azzurro sognato, ma Hubertine, scoperto il loro sentimento, prevede l'impossibilità di un legame tra una povera trovatella e il discendente della nobile casata degli Hautecœur, e troppa disillusione e sofferenza per la fanciulla.
Quando Félicien confessa il suo amore al padre, il monsignore si oppone recisamente al matrimonio. Venutane a conoscenza, Angélique si reca in chiesa ad attendere il prelato nella cappella degli Hautecœur, rivelandogli con candore i propri sentimenti, ma scontrandosi anch'essa con l'inflessibilità del religioso. Benché Félicien preghi gli Hubert di comunicare ad Angélique il motivo, contrario alla sua volontà, per il quale rimane lontano da lei, Hubertine, memore della punizione cui è andata incontro per aver disobbedito alla madre, convince il marito a far credere ai due giovani che l'uno stia dimenticando l'altra.
Fino a quel momento Angélique era convinta che i santi della Legenda Aurea l'avrebbero miracolosamente riunita all'amato, ma ora la sua fiducia vacilla. Quando si ammala, Félicien lo viene a sapere e si introduce nella sua stanza dal balcone. Dopo aver chiarito l'equivoco, Félicien le propone di fuggire, ma la ragazza rifiuta, non essendoci il consenso del monsignore. Questi, sapendo che è stata ormai richiesta l'estrema unzione, viene ad amministrarla, acconsentendo all'unione quando la giovane si riprende, rivelando così il consenso divino al matrimonio. Angélique sa di dover ormai morire, ma, felice, sposa Félicien nella cattedrale, spirando subito dopo avergli dato un bacio fuori dalla chiesa.

## Edizioni italiane
- trad. di Edmondo Corradi, Voghera, s.d., Roma
- trad. anonima, Tip. della Tribuna, Roma 1889; Treves, Milano 1894
- trad. di Ferdinando Bideri, prefazione di Achille Macchia, Bideri, Napoli 1908
- trad. di Gustavo Pierotti, Carpigiani e Zipoli, Firenze 1922
- trad. di Gino Setti, Minerva, Milano 1934
- trad. di Franco Tomaselli, S.A.C.S.E., Milano 1935
- trad. di Maria Teresa Massa, Aurora, Milano 1936; Montuoro, Venezia 1945
- trad. di A. D. Repossi, Barion, Milano 1946
- trad. di Luigi Galeazzo Tenconi, Rizzoli, Milano 1952
- trad. di Franca Feroldi, Nuvoletti, Milano 1953
- trad. di Maria Azzi Grimaldi, Rusconi Libri, Milano 1976
- trad. di Nunnei Russo, Peruzzo, Milano 1986
- trad. di Francesco Clerici, Demetra, Bussolengo 1994
- trad. di Barbara Gambaccini e Andrea Salieri, Edizioni clandestine, Marina di Massa 2011